# Векторна проекция
Векторната проекция на вектор на ос  {\displaystyle \mathbf {a} } върху ненулев вектор {\displaystyle \mathbf {b} } (позната още като компонента на вектора {\displaystyle \mathbf {a} }), често обозначавана с {\displaystyle \mathrm {proj} _{\mathbf {b} }\mathbf {a} }, представлява трети вектор, който се получава при ортогонално проектиране на {\displaystyle \mathbf {a} } върху права, колинеарна на {\displaystyle \mathbf {b} }. Изпълнено е равенството
{\displaystyle \mathrm {proj} _{\mathbf {b} }\mathbf {a} ={\frac {\mathbf {a} \cdot \mathbf {b} }{{\Vert \mathbf {b} \Vert }^{2}}}\mathbf {b} }
където {\displaystyle \mathbf {a} \cdot \mathbf {b} } представлява скаларното произведение на векторите {\displaystyle \mathbf {a} } и {\displaystyle \mathbf {b} }, а с {\displaystyle \Vert \mathbf {b} \Vert } е отбелязана дължината на вектора {\displaystyle \mathbf {b} }. За произволно реално число {\displaystyle \lambda } е в сила равенството {\displaystyle \mathrm {proj} _{\mathbf {b} }\lambda \mathbf {a} =\lambda \mathrm {proj} _{\mathbf {b} }\mathbf {a} }.
Самата дължина на векторната проекция се пресмята по формулата
{\displaystyle \Vert \mathrm {proj} _{\mathbf {b} }\mathbf {a} \Vert =\Vert \mathbf {a} \Vert |\cos \sphericalangle (\mathbf {a} ,\mathbf {b} )|}
Посоката на векторната проекция се определя от това дали ъгълът между {\displaystyle \mathbf {a} } и {\displaystyle \mathbf {b} } е остър или тъп. Ако е остър, то скаларното произведение на двата вектора ще е положително число, а оттам – и {\displaystyle \mathrm {proj} _{\mathbf {b} }\mathbf {a} \uparrow \uparrow \mathbf {b} }. С аналогични разсъждения можем да заключим, че ако двата вектора сключват тъп ъгъл помежду си, то {\displaystyle \mathrm {proj} _{\mathbf {b} }\mathbf {a} \uparrow \downarrow \mathbf {b} }.